# باندوهیشی
باندوهیشی (به ژاپنی: 坂東平氏 ばんどうへいし) شاخه ای از خاندان تایرا بود. پسر امپراتور کانمو شاهزاده کازوراوارا در اوایل دوره هی‌آن بود که شاخه ای از خاندان تایرا به نام کانموتایرا از او منشأ می‌گیرد. سومین پسر شاهزاده، تاکامیئو برای مأموریت به ولایت کازوسا رفت و در شهر باندو، ایباراکی اقامت کرد. شاخه باندوهیشی از زمان اقامت او در این شهر ایجاد شد.